# Mil demonios
«Mil demonios»  es una canción interpretada por la banda mexicana de glam rock Moderatto, que fue lanzada para su quinto álbum de estudio Queremos rock. Fue lanzado por Emi Music Televisa como el segundo sencillo oficial del álbum en el año 2008. La canción fue escrita por Jay de la Cueva junto con Áureo Baqueiro.

## Vídeoclip
Fue filmado en México y se muestra a los integrantes de la banda en un escenario tipo en vivo cantando la canción mientras todos al final se van del escenario contentos.

## Lista de canciones

### Promo CD[8]
| Mil demonios — Single |                |          |  |
| N.º                   | Título         | Duración |  |
| 1.                    | «Mil demonios» | 4:19     |  |

## Listas
| Año  | Lista                       | Posición |
| ---- | --------------------------- | -------- |
| 2008 | 15 Años, 150 Videos (Norte) | 28       |
| 2008 | Los 40                      | 13       |